# Szkoła Podstawowa nr 7 im. Ks. Stanisława Staszica w Jarosławiu
Szkoła Podstawowa nr 7 im. Ks. Stanisława Staszica w Jarosławiu – szkoła o charakterze podstawowym w Jarosławiu, na przedmieściu dolnoleżajskim.

## Historia
W 1868 roku na przedmieściu została utworzona szkoła trywialna, której pierwszym nauczycielem został Jan Ludkiewicz. 18 lipca 1874 roku reskryptem Rady szkolnej krajowej, szkoła została zorganizowana jako 2-klasowa z polskim językiem wykładowym. 
W czasie I wojny światowej wojska austriackie spaliły przedmieście dolnoleżajskie wraz ze szkołą. Podczas II wojny światowej w szkole była kwatera wojsk niemieckich. W 1950 roku do szkoły doprowadzono energię elektryczną. W 1956 roku przeprowadzono generalny remont szkoły. W 1974 roku dokonano przebudowy szkoły i dobudowano salę gimnastyczną, którą oddano do użytku 1978 roku. W 1999 roku na mocy reformy oświaty szkoła stała się 6-letnia.
Kierownicy i dyrektorzy szkoły:
1898–1869. Jan Ludkiewicz.
1869–1900. Filip Ludkiewicz.
1900–1901. Posada opróżniona.
1901–1902. Paweł Mączyński.
1902–1914?. Michał Kijowski
? –1922. Władysław Zawitkowski.
1923–1945. Jan Kilarski.
1945–1948. Ludwik Reichel.
1948–1951. Jan Kilarski.
1951–1963. Maria Płachta.
1963–1971. Michał Płachta.
1971–1983. Bronisław Małek.
1983–1991. Bronisława Białowąs.
1991–2002. Mieczysław Chomont.
2002– nadal Zenon Skrzypek.

## Obwód szkolny
Ulice lub ich części: 
- Akacjowa,
- Batalionów Chłopskich,
- Brodowicze,
- Dolnoleżajska,
- Kruhel Pełkiński (od nr 18 parzyste, i od 35 nieparzyste),
- Kulkowa,
- Łąkowa,
- Majowa,
- Burmistrza Jerzego Matusza,
- Rajska,
- Stawki.